# 2375 Радек
2375 Радек (2375 Radek) — астероїд головного поясу, відкритий 8 січня 1975 року чехословацьким астрономом Любошем Когоутеком. Названий на честь чеського композитора Цтирада Когоутека, брата Любоша.
Тіссеранів параметр щодо Юпітера — 3,113.